# Saasenheim
Saasenheim é uma comuna francesa na região administrativa de Grande Leste, no departamento Baixo Reno. Estende-se por uma área de 7,76 km². Em 2010 a comuna tinha 605 habitantes (densidade: 78 hab./km²).